# Фримен, Энрике
Энрике Фримен (англ. Enrique Freeman; род. 29 июля 2000, Кливленд, Огайо) — американский профессиональный баскетболист клуба НБА «Индиана Пэйсерс».

## Карьера за колледж
После карьеры в средней школе Святого Мартина де Порреса в Кливленде Фримен принял академическую стипендию в Университете Акрона и по настоянию друзей и семьи попробовал себя в качестве игрока-новичка в школьной баскетбольной команде, заработав место в составе. Он играл нечасто на первом курсе, в общей сложности 13 минут за сезон. Он вырос на четыре дюйма между первым и вторым годами и получил стипендию и стартовую роль в команде «Зипс». В том же году он попал в оборонительную сборную защиты конференции Mid-American (MAC).
В сезоне 2021/2022 его атакующие навыки также начали развиваться. Он в среднем набирал дабл-дабл за сезон и лидировал в стране по проценту попаданий с игры. Фримен был включён во вторую сборную конференции и был назван лучшим защитником года конференции. Он привёл Zips к титулу на турнире MAC и был назван MVP турнира.
После сезона 2022/2023 Фримен выставил свою кандидатуру на драфт НБА 2023 года, но сохранил право на поступление в колледж. Он тренировался в нескольких командах, но в конечном итоге решил вернуться в «Акрон» на свой последний сезон.
Вступая в свой последний сезон в «Акроне», Фримен был назван предсезонным игроком конференцмии и добавлен в список из 20 человек, претендующих на премию Карла Мэлоуна (лучшему тяжёлому форварду в студенческом мужском баскетболе). 2 февраля 2024 года он был включен в пул из 10 финалистов на эту награду.
По итогам регулярного сезона Фримен был назван игроком года конференции MAC.

## Профессиональная карьера

### Индиана Пэйсерс/Ноблсвилл Бум (2024—настоящее время)
27 июня 2024 года Фримен был выбран под 50-м номером командой «Индиана Пэйсерс» на драфте НБА 2024 года. 8 августа 2024 года он подписал с «Пэйсерс» двусторонний контракт.
Фримен дебютировал в НБА 23 октября 2024 года в победном матче против «Детройт Пистонс» (115:109), в котором набрал 2 очка.

## Личная жизнь
Фримен пуэрториканского происхождения.

## Статистика

### Статистика в НБА
| Сезон                                                                                    | Команда | Регулярный сезон | Регулярный сезон | Регулярный сезон | Регулярный сезон | Регулярный сезон | Регулярный сезон | Регулярный сезон | Регулярный сезон | Регулярный сезон | Регулярный сезон | Регулярный сезон | Серия плей-офф | Серия плей-офф | Серия плей-офф | Серия плей-офф | Серия плей-офф | Серия плей-офф | Серия плей-офф | Серия плей-офф | Серия плей-офф | Серия плей-офф | Серия плей-офф |
| Сезон                                                                                    | Команда | GP               | GS               | MPG              | FG%              | 3P%              | FT%              | RPG              | APG              | SPG              | BPG              | PPG              | GP             | GS             | MPG            | FG%            | 3P%            | FT%            | RPG            | APG            | SPG            | BPG            | PPG            |
| ---------------------------------------------------------------------------------------- | ------- | ---------------- | ---------------- | ---------------- | ---------------- | ---------------- | ---------------- | ---------------- | ---------------- | ---------------- | ---------------- | ---------------- | -------------- | -------------- | -------------- | -------------- | -------------- | -------------- | -------------- | -------------- | -------------- | -------------- | -------------- |
| 2024/25                                                                                  | Индиана | 22               | 1                | 8,2              | 43,2             | 10,0             | 68,4             | 1,4              | 0,4              | 0,1              | 0,1              | 2,1              | Не участвовал  | Не участвовал  | Не участвовал  | Не участвовал  | Не участвовал  | Не участвовал  | Не участвовал  | Не участвовал  | Не участвовал  | Не участвовал  | Не участвовал  |
|                                                                                          | Всего   | 22               | 1                | 8,2              | 43,2             | 10,0             | 68,4             | 1,4              | 0,4              | 0,1              | 0,1              | 2,1              | Не участвовал  | Не участвовал  | Не участвовал  | Не участвовал  | Не участвовал  | Не участвовал  | Не участвовал  | Не участвовал  | Не участвовал  | Не участвовал  | Не участвовал  |
| Наведите курсор мыши на аббревиатуры в заголовке таблицы, чтобы прочесть их расшифровку. |         |                  |                  |                  |                  |                  |                  |                  |                  |                  |                  |                  |                |                |                |                |                |                |                |                |                |                |                |

### Статистика в NCAA
| Сезон | Команда | Conf  | Class | GP  | GS  | MPG   | FG%  | 3P%  | FT%  | RPG  | APG | SPG | BPG | PPG      |
| --- | ------- | ----- | ----- | --- | --- | ----- | ---- | ---- | ---- | ---- | --- | --- | --- | -------- |
| 2019/20Акрон | MAC     | FR    | 7     | 0   | 1,9 | 100,0 | -    | 75,0 | 0,6  | 0,0  | 0,0 | 0,1 | 0,7 | {{{15}}} |
| 2020/21 | Акрон   | MAC   | SO    | 23  | 20  | 22,3  | 74,0 | -    | 65,9 | 9,2  | 0,3 | 0,5 | 1,9 | 7,9      |
| 2021/22 | Акрон   | MAC   | SO    | 34  | 34  | 28,8  | 66,5 | 0,0  | 64,9 | 10,8 | 1,4 | 0,5 | 1,1 | 13,2     |
| 2022/23 | Акрон   | MAC   | JR    | 33  | 33  | 31,2  | 61,6 | 33,3 | 61,6 | 11,2 | 1,9 | 0,6 | 1,2 | 16,8     |
| 2023/24 | Акрон   | MAC   | SR    | 35  | 35  | 32,5  | 58,4 | 37,0 | 72,8 | 12,9 | 1,6 | 0,8 | 1,7 | 18,6     |
| Всего | Всего   | Всего | Всего | 132 | 122 | 27,8  | 62,8 | 35,0 | 67,0 | 10,6 | 1,3 | 0,6 | 1,4 | 14,0     |
| Наведите курсор мыши на аббревиатуры в заголовке таблицы, чтобы прочесть их расшифровку Статистика приведена с сайта sports-reference.com |         |       |       |     |     |       |      |      |      |      |     |     |     |          |